# Zygometis xanthogaster
Genre
Synonymes
- Diasterea Shield & Strudwick, 2000

Espèce
Synonymes
- Misumena xanthogaster L. Koch, 1875
- Misumena lactea L. Koch, 1876
- Misumena albiceris L. Koch, 1876
- Massuria javana Simon, 1895
- Misumena tristania Rainbow, 1900
- Zygometis cristulata Simon, 1901
- Diaea multimaculata Rainbow, 1904

Zygometis xanthogaster, unique représentant du genre Zygometis, est une espèce d'araignées aranéomorphes de la famille des Thomisidae.

## Distribution
Cette espèce se rencontre de la Thaïlande à l'Australie.

## Publications originales
- L. Koch, 1875 : Die Arachniden Australiens. Nürnberg, vol. 1, p. 577-740 (texte intégral).
- Simon, 1901 : On the Arachnida collected during the Skeat expedition to the Malay Peninsula. Proceedings of the Zoological Society of London, vol. 1901, no 2, p. 45-84 (texte intégral).